# Ceratostylis wenzelii
Ceratostylis wenzelii är en orkidéart som beskrevs av Oakes Ames. Ceratostylis wenzelii ingår i släktet Ceratostylis och familjen orkidéer. Inga underarter finns listade i Catalogue of Life.